# São Raimundo da Pedra Menina
São Raimundo da Pedra Menina é um distrito do município de Dores do Rio Preto, no Espírito Santo. O distrito possui  cerca de 1 900 habitantes e está situado na região leste do município.